# Usines de la vallée de la Derwent
Les usines de la vallée de la Derwent, situées le long de la Derwent, une rivière anglaise du Derbyshire, sont inscrites sur la liste du patrimoine mondial de l'UNESCO depuis 2001. Elles sont administrées par le Derwent Valley Mills Partnership. La méthode productive connue sous le nom de factory system (en) est née ici au XVIIIe siècle pour accueillir la nouvelle technologie de filature du coton mise au point par Richard Arkwright. Avec les avancées de la technologie, il devint possible de produire du coton en continu. Le système fut adopté dans toute la vallée et se répandit plus tard, si bien qu'en 1788, il y avait plus de 200 usines du même type que celles d'Arkwright en Grande-Bretagne. Les inventions et système d'organisation du travail d'Arkwright furent exportés vers l'Europe et les États-Unis.
L'énergie hydraulique fut introduite en Angleterre par John Lombe dans sa filature de soie à Derby en 1719, mais ce fut Richard Arkwright qui appliqua l'énergie hydraulique dans le processus de production de coton dans les années 1770. Son brevet de water frame permettait de filer le coton en continu, ce qui signifiait qu'il pouvait être produit par des travailleurs non qualifiés. Cromford Mill (en) était le site sur lequel se trouvait la première usine d'Arkwright, avec à proximité, le village de Cromford considérablement élargi pour accueillir la nouvelle main-d'oeuvre d'alors ; ce système de production et le fait de loger les ouvriers furent copiés dans toute la vallée. Pour être sûr d'avoir de la main-d'œuvre, il était nécessaire de construire des logements pour les employés de l'usine.
Ainsi, de nouveaux bâtiments furent créés autour des usines par les propriétaires, développant parfois une communauté préexistante avec ses propres infrastructures telles que des écoles, des chapelles et des marchés. La plupart des logements existent toujours et sont toujours utilisés. Des infrastructures de transport ont été créées pour ouvrir de nouveaux marchés pour les produits des usines.
Des usines et des bâtiments destinés aux ouvriers furent créés à Belper, Darley Abbey, et Lilford (en) par des concurrents d' Arkwright. Les usines du type Arkwright réussissaient si bien que, parfois, elles étaient copiées sans qu'aucune redevance ne soit payée à Richard Arkwright. L'industrie du coton dans la vallée de la Derwent entra en déclin dans le premier quart du XIXe siècle, lorsque le marché se déplaça vers le Lancashire car mieux situé par rapport aux marchés et aux matières premières. Les usines et les bâtiments associés sont bien conservés et ont été réutilisés depuis le déclin de l'industrie du coton. De nombreux bâtiments dans le site du patrimoine mondial font également partie des monuments classés et des Scheduled Monuments. Certaines usines contiennent aujourd'hui des musées et sont ouvertes au public.

## Lieu et couverture
Le site du patrimoine mondial de la vallée de la Derwent couvre une superficie de 12,3 km2 et s'étend sur 24 km dans la vallée de la Derwent, dans le Derbyshire, allant de Matlock Bath dans le nord à Derby dans le sud. Sur ce site se trouvent des complexes d'usines, des bâtiments, notamment les logements destinés aux ouvriers, des seuils sur la rivière Derwent, et le réseau de transport qui soutenait les usines de la vallée. Le site se compose des communautés de Cromford, Belper, Milford (en), et de Darley Abbey, et possède 838 monuments classés. Neuf autres structures sont classées monuments anciens (en). Les bâtiments sont un mélange d'usines, de logements pour les ouvriers, et de structures associées aux communautés de l'usine. Le canal de Cromford (en) et le Cromford and High Peak Railway (en), qui ont facilité l'industrialisation de la région, font également partie du site du patrimoine mondial.

## Histoire

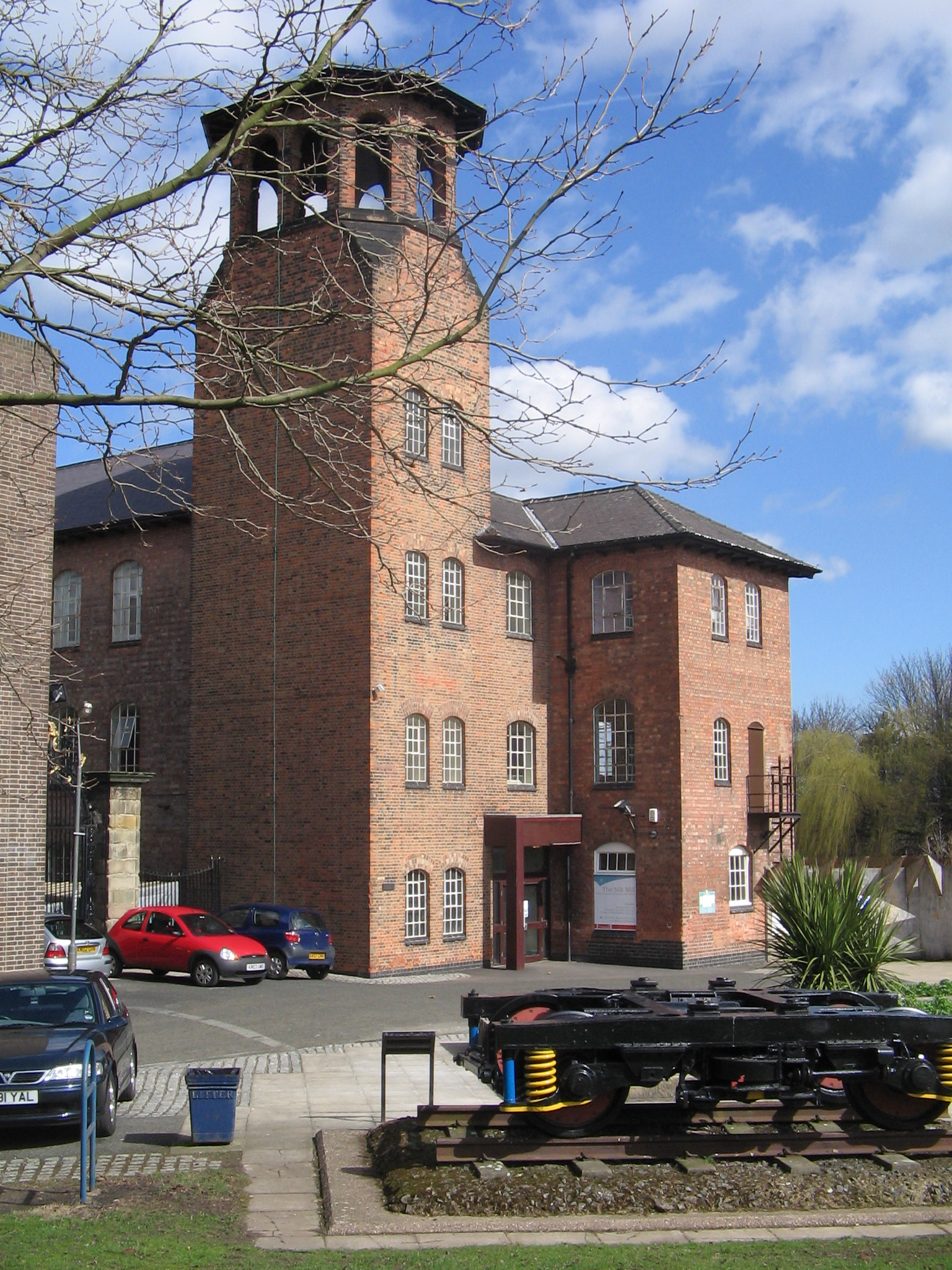
La filature de soie de Lombe

À la fin du XVIIe siècle, la fabrication de la soie se développa pour répondre à la demande de création de vêtements chics. Dans une tentative d'augmenter la production grâce à l'utilisation de l'énergie hydraulique, Thomas Cotchett engagea un ingénieur, George Sorocold, pour construire une usine à proximité du centre de Derby, sur une île de la rivière Derwent. Bien que l'expérience échouât, elle convainquit John Lombe, l'un des employés de Cotchett, que s'il était possible de perfectionner la puissance de l'eau, il existait un marché pour sa production. Il s'engagea dans l'espionnage industriel et obtint des plans de machines italiennes. Il fit breveter la conception en 1719 et construisit une usine de cinq étages de 33,5 m sur 12 m à côté de l'usine de Crotchett. En 1763, 30 ans après l'expiration du brevet de Lombe, il n'existait que sept usines lui appartenant car le marché de la soie était peu important, mais Lombe avaient introduit une forme viable de machines alimentées par l'eau et avait établi un mouvement syndical qui, plus tard, allait être suivi par les industriels.

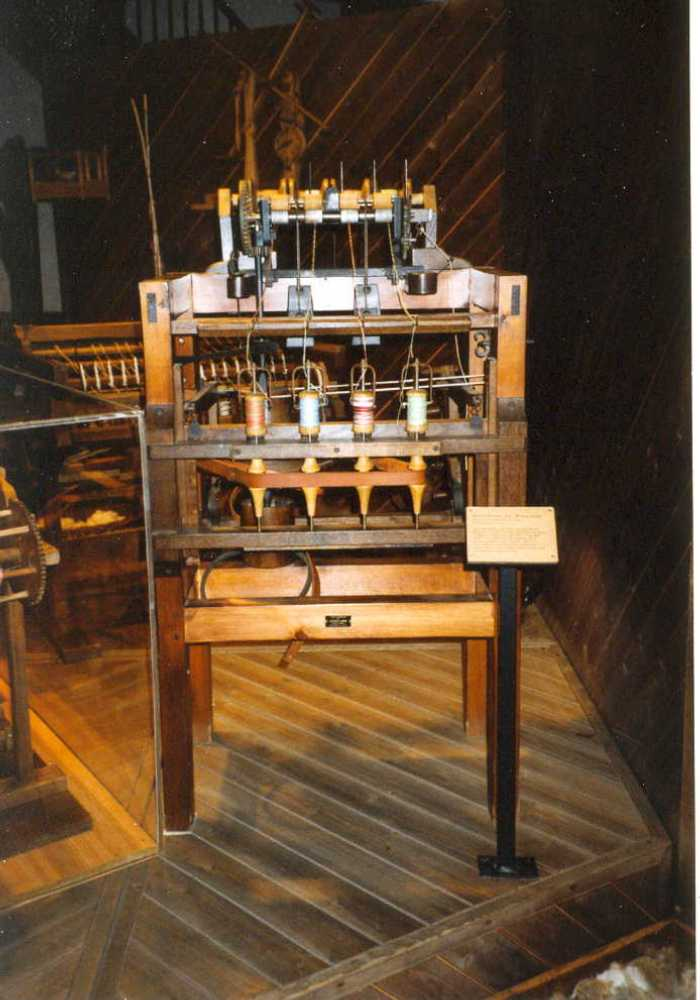
Modèle d'une water frame au musée historique de Wuppertal

Comme la soie était une marchandise de luxe, le marché était peu important et facilement saturé par les marchandises produites par les machines. L'innovation suivante dans les textiles produits par les machines eut lieu dans l'industrie du coton qui avait un marché beaucoup plus large et produisait des marchandises plus abordables. Filer du coton était plus complexe que produire de la soie. La water frame utilisée pour la filature du coton fut développée par Richard Arkwright et brevetée en 1769. Les machines pouvaient tisser du fil textile en continu et remplacer ainsi les ouvriers qualifiés par des contrôleurs non qualifiés qui s'assuraient que les machines fonctionnaient sans interruption. Les water frames pouvaient contenir entre 4 et 96 fuseaux. C'est pour cela que la water frame devint populaire et se répandit. En 1771, Richard Arkwright prit un bail sur des terres de Cromford. En 1774, sa première usine était opérationnelle, et en 1776, il entreprit d'en construire une deuxième dans ce même village. Pendant ce temps, il développa des machines pour le pré-filage, et en 1775, il sortit son second brevet. Le filage textile étant alors mécanisé, les autres processus impliqués dans la production de coton ne pouvaient pas suivre et exigèrent à leur tour une mécanisation. Il produisit une machine pour le cardage, le processus qui rendaient les fibres de coton parallèle, ses inventions ne furent cependant pas toutes couronnées de succès, et le nettoyage du coton fut effectué à la main jusqu'aux années 1790, date à laquelle une machine efficace fut inventée.
Arkwright demanda de l'aide financière, et Peter Nightingale, un propriétaire terrien local (et grand-oncle de Florence Nightingale), acheta le domaine de Cromford (Cromford Estate) pour 20 000 £ (2 000 000 £ en 2018). Nightingale construisit également Rock House, un lieu de résidence pour Arkwright qui donnait sur l'usine, et il lui donna encore 2 000 £ (220 000 £) pour construire la deuxième usine et 1 750 £ (190 000 £) pour le logement des ouvriers. Entre 1777 et 1783, Arkwright et sa famille construisirent des usines à Bakewell, Cressbrook (en), Rocester et Wirksworth, réparties dans le Derbyshire et le Staffordshire. Jedediah Strutt, qui était le partenaire d'Arkwright dans la première usine de Cromford, construisit des usines à Belper et à Milford de 1776 à 1881. Thomas Evans, propriétaire terrien de Darley Abbey, acheta encore 7,1 ha (18 acres) dans la zone située autour de Darley Abbey à un coût de 1 140 £ (130 000 £) et en 1782, il construisit une filature de coton dans le village. Arkwright reçut des redevances de la part de ceux qui avaient copié ses machines, même si certaines personnes risquaient d'être poursuivies en se livrant à la violation de brevet (en).
La construction de Masson Mill (en) à Matlock Bath commença en 1783, à l'instigation d'Arkwright. L'entrée de Jedediah Strutt dans l'industrie de filature du coton se fit à la période où Arkwright était en pleine expansion. Strutt bénéficia de toutes les expérimentations essentielles qu'Arkwright avait déjà effectuées avec les machines, il n'eut donc pas à investir dans la recherche de nouvelles technologies. Il établit une usine à Belper (à environ 13 km au sud de Cromford) qui, en 1781, était terminée. Le site s'élargit avec l'ajout d'une deuxième usine en 1784. Strutt construisit également une usine à Milford, à 2 miles environ (3 km) au sud de Belper. En 1793, deux autres usines vinrent s'ajouter pour le tirage et le blanchiment. Les Strutts estimèrent qu'en 1789, ils avaient investi 37 000 £ (4 000 000 £) dans les usines de Belper et Milford (26 000 £ à Belper et 11 000 £ à Milford), et avaient un retour de 36 000 £ (4 000 000 £) par an.

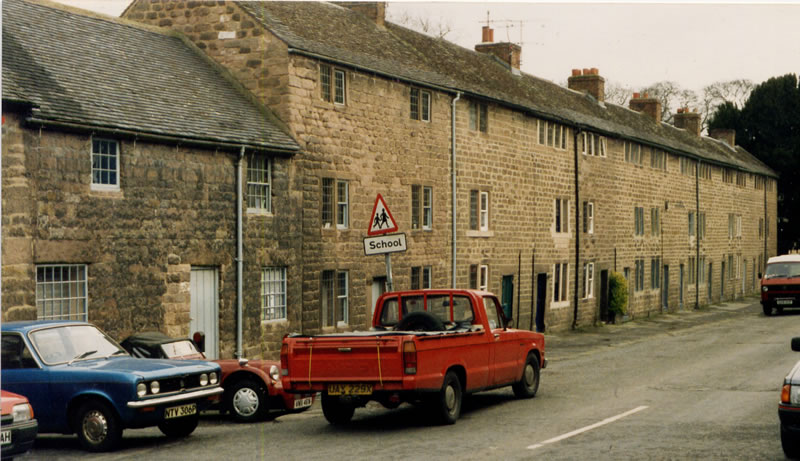
Petites maisons d'ouvriers tisserands, à Cromford.

Arkwright avait une réputation d'employeur paternaliste préoccupé par le bien-être de ses employés et de leurs familles. Une École du dimanche fut construite à Cromford en 1785 et permit à 200 enfants de recevoir une éducation. En 1789, le domaine de Cromford redevint propriété des Arkwright, qui agirent activement sur sa structure et sa construction. Cromford obtint une place de marché, devenant ainsi le nouveau centre du village. Arkwright organisa un marché tous les dimanches et, pour inciter la population à le fréquenter, il attribua des prix annuels à ceux qui s'y rendaient le plus souvent. Après la mort d'Arkwright en 1792, son fils, Richard Arkwright Junior, reprit et vendit la plupart de ses filatures de coton à l'extérieur de Cromford et de Matlock Bath. Les usines de Cromford et de Matlock Bath furent probablement conservées pour aider à maintenir le château de Willersley (en). Des sociétés et des clubs furent créés à Cromford. Les affaires religieuses de la communauté intéressaient moins Arkwright, et ce ne fut qu'en 1797 qu'Arkwright Junior établit l'église de Cromford ; son père l'avait envisagée comme une chapelle privée de la famille Arkwright au château de Willersley (en). Les tentatives de la famille pour rendre Cromford autonome en établissant un marché fut un succès, et le village se développa jusqu'en 1840 environ, même si, à cette période, les usines n'étaient plus à leur apogée et commençaient à entrer en déclin.

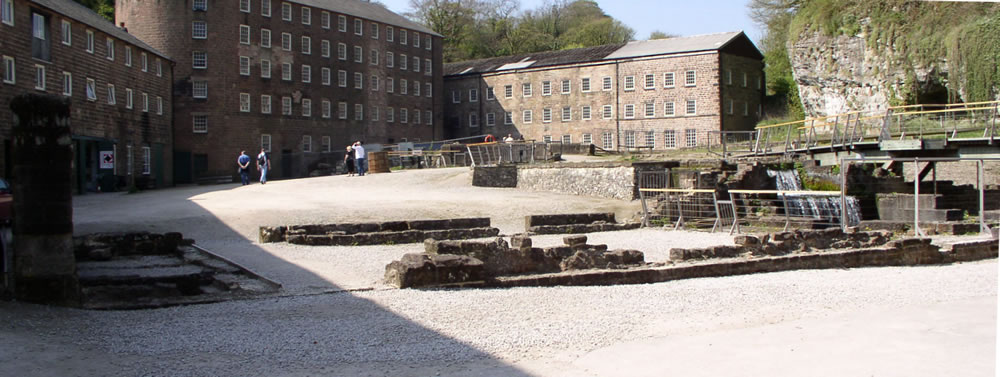
Fondations de l', créée en 1775 et détruite par un incendie en 1890, avec sur la droite une chambre de roue.

Richard Arkwright Junior n'était pas intéressé par l'entreprise de coton, et après la mort de son père, la famille Arkwright cessa d'investir dans l'industrie. La famille Strutt continua d'investir, grâce aux bénéfices effectués dans les usines de Milford et de Belper. Ils poursuivirent la construction d'usines dans les années 1810, et en 1833, leurs entreprises qui employaient 2 000 personnes dominaient l'industrie du coton dans la vallée de la Derwent. Comme Arkwright avait fait à Cromford, les Strutt fournirent des logements à leurs employés. Belper était déjà un village établi avec son propre marché avant que Jedediah Strutt se mît à construire des usines, on ne lui demanda alors pas d'avoir un rôle actif dans la transformation de la communauté en entité autonome comme Richard Arkwright l'avait fait à Cromford.
Les Strutts donnèrent accès à l'éducation, et en 1817, 650 et 300 enfants fréquentèrent les écoles du dimanche respectives de Belper et de Milford. Les Strutts donnèrent accès à l'éducation, et en 1817, 650 et 300 enfants fréquentèrent les écoles du dimanche respectives de Belper et de Milford. Comparée à Cromford, dont la population avait atteint le nombre d'environ 1 200 au début du XIXe siècle, la population de Belper passa de 4 500 en 1801 à 7 890 en 1831, en raison de la prospérité des entreprises. Darley Abbey se développa également et devint un lieu où se rassemblaient les ouvriers même s'il n'y avait aucune place du marché, de sorte que fournir de la nourriture pour les habitants était problématique. Ce lieu de regroupement doubla en taille entre 1788 et 1801, et entre 1801 et 1831, la population passa de 615 à 1 170 conduisant à l'ajout de nombreux logements destinés aux ouvriers. Une école du dimanche pour 80 enfants fut créée dans l'une des usines, et une église et une école furent construites respectivement en 1819 et 1826.
Même s'il s'agissait d'une grande puissance de l'industrie du coton dans le premier quart du XIXe siècle, l'entreprise de la famille Strutt commença à perdre face à la concurrence des villes industrielles du Lancashire (en). Le problème de la fluctuation des marchés affecta toute la vallée de la Derwent; le Lancashire était mieux situé que le Derbyshire concernant les matières premières et les nouveaux marchés. Les usines gérées par la famille Strutt souffrirent également d'un manque de modernisation; même si elles étaient à la pointe de la technologie d'ignifugation au début du xixe siècle, tout comme les machines, les usines utilisées devinrent plus grosses et plus puissantes, les Strutt persévérèrent à faire travailler les enfants alors que les adultes auraient été plus enclins à utiliser des machines. L'entreprise déclina et dans la seconde moitié du XIXe siècle, certaines de ses usines furent louées ou vendue à d'autres entreprises. Bien que l'industrie du coton dans la vallée de la Derwent diminuât, de nombreuses structures associées aux procédés industriels associés à la production de coton et au logement des ouvriers survécurent , et il y a 848 bâtiments classés dans le site du patrimoine mondial.